# Tratado de fronteras marítimas entre Papúa Nueva Guinea e Islas Salomón
El Tratado de Límites Marítimos de Papua Nueva Guinea e Islas Salomón es un tratado de 1989 en el cual Papua Nueva Guinea y las Islas Salomón acordaron trazar un límite marítimo entre los dos estados.
El acuerdo se firmó el 25 de enero de 1989. El texto del tratado establece un límite aproximadamente de norte a sur que tiene una longitud aproximada de 1000  millas náuticas, unas 1200  mi o bien 1900 km, y se compone de un único segmento marítimo de línea recta definido por dos puntos de coordenadas individuales concretas y bien definidas. El límite pasa por el estrecho de Bougainville y el mar de Salomón. El límite representa una línea equidistante modificada entre Papua Nueva Guinea y las Islas Salomón. El punto coordinado del sur es el punto con Australia.
El tratado estuvo en negociación durante 11 años antes de la firma. Al final, el límite que se estableció es aproximadamente el mismo que el de la línea anglo-alemana de 1904 creada por el Reino Unido y el Imperio Alemán.
El nombre completo del tratado es «Tratado entre el Estado Independiente de Papua Nueva Guinea y las Islas Salomón en materia de Soberanía, Límites Marítimos y de los Fondos Marinos entre los Dos Países y Cooperación en Materias Relacionadas». El tratado aún no ha sido ratificado por las partes. En 1994, los dos países firmaron otro tratado que establecía los principios para administrar las relaciones a lo largo de la frontera, incluidas las disposiciones sobre los privilegios del cruce de la frontera sin trabas para los habitantes tradicionales de las islas más cercanas al límite marítimo.